# Skynda att älska
Skynda att älska är ett album av Ainbusk från 2002.

## Låtlista
| Nr           | Titel                                     | Kompositör                      | Längd |
| ------------ | ----------------------------------------- | ------------------------------- | ----- |
| 1.           | Mer än ord (More Than Words)              | Nuno Bettencourt / Gary Cherone | 5:10  |
| 2.           | Blomsterteid (Den blomstertid nu kommer)  |                                 | 3:51  |
| 3.           | Fält av guld (Fields of Gold)             |                                 | 4:55  |
| 4.           | Familjelycka                              | Bernt Staf                      | 3:14  |
| 5.           | Lovar sommar (Fuldkommen udkørt)          | Anne Dorte Michelsen            | 4:10  |
| 6.           | Det sista jag gör                         | Orup                            | 3:40  |
| 7.           | Över hav, genom land (Along for the Ride) | Matraca Berg / Sharon Rice      | 3:18  |
| 8.           | Sommarkort                                |                                 | 4:29  |
| 9.           | Min röda klänning (Essence)               | Lucinda Williams                | 5:25  |
| 10.          | Grimasch om morgonen                      | Cornelis Vreeswijk              | 4:11  |
| 11.          | Kom så far vi härifrån                    | Josefin Nilsson                 | 3:53  |
| 12.          | Höstvisa (Skynda att älska)               | Tove Jansson                    | 4:47  |
| Total längd: | Total längd:                              | Total längd:                    | 51:03 |

## Listplaceringar
| Lista (2002) | Topplacering |
| ------------ | ------------ |
| Sverige      | 13           |